# They (مفرد)
They مفرد (به انگلیسی: Singular they) کاربرد ضمیر they به عنوان یک ضمیر مفرد و بی‌جنسیت، در زبان انگلیسی است.